# Дембно (гміна Ракув)
Дембно (пол. Dębno) — село в Польщі, у гміні Ракув Келецького повіту Свентокшиського воєводства.
Населення — 75 осіб (2011).
У 1975-1998 роках село належало до Келецького воєводства.

## Демографія
Демографічна структура на день 31 березня 2011 року:
|          | Загалом | Допрацездатний вік | Працездатний вік | Постпрацездатний вік |
| -------- | ------- | ------------------ | ---------------- | -------------------- |
| Чоловіки | 36      | 5                  | 22               | 9                    |
| Жінки    | 39      | 3                  | 20               | 16                   |
| Разом    | 75      | 8                  | 42               | 25                   |